# Upstream und downstream

Schematische Darstellung eines Ausschnitts der DNA

Mit den Begriffen upstream und downstream (dt. stromaufwärts bzw. stromabwärts) bezeichnet man in der Molekularbiologie und in der Genetik die Transkriptionsrichtung und die Position von Nukleotidsequenzen, die eine codierende Region (englisch coding region) umgeben. Die codierende Region darf hierbei nicht mit dem Exon oder Exom verwechselt werden, da ein Exon neben einer codierenden Region auch einen 3′- und 5′-untranslatierten Bereich enthält, der nicht für das eigentliche Protein codiert.
Jeder DNA- oder RNA-Strang besitzt ein 5′- und 3′-Ende, welches sich auf bestimmte Kohlenstoffatome der (Desoxy-)Ribose bezieht. Hierbei wurde festgelegt, dass sich upstream oder downstream auf die 5′→3′-Richtung der RNA-Transkription bezieht.
Dem ersten transkribierten Nukleotid (Transkriptionsstartpunkt) wird die Position +1 zugeordnet. Nukleotiden, die sich downstream vom Transkriptionsstartpunkt befinden, werden positive Zahlen zugeordnet; solche, die sich upstream vom Startpunkt befinden, werden dagegen mit negativen Positionen versehen. Ein Nukleotid, dem die Position +34 zugeordnet wird, befindet sich 34 Nukleotide downstream vom Transkriptionsstartpunkt, wohingegen ein Nukleotid mit der Position –75 sich 75 Nukleotide upstream vom Transkriptionsstartpunkt befindet. Ein Nukleotid mit der Position 0 existiert nicht.
Die Begriffe upstream und downstream werden seltener auch auf Proteinsequenzen angewendet, wobei upstream für Reste N-terminal und downstream für Reste C-terminal zu einem Bezugspunkt steht.